# Đấu Bàn
Đấu Bàn (chữ Hán: 鬬般), họ Mị (tức Hùng), thị tộc Đấu, tên là Bàn, tự Tử Dương (子揚), lệnh doãn nước Sở đời Xuân Thu.

## Cuộc đời
Cha là lệnh doãn Tử Văn, sau khi Tử Văn mất ông cũng làm lệnh doãn. Đấu Bàn bị công chánh Vĩ Giả gièm pha, nên bị Sở Trang vương giết. Tư mã Tử Việt thay làm lệnh doãn, Vĩ Giả làm tư mã.